# Commicarpus
Commicarpus es un género de plantas herbáceas caducas o perennes perteneciente a la familia Nyctaginaceae. Comprende 8 especies descritas y de estas, solo 1 aceptada y 7 pendientes.

## Descripción
Son subarbustos o hierbas con los tallos  ramificados, los jóvenes herbáceos. Hojas opuestas, pecioladas, simples, enteras a incisas, el veteado palmado y pinnado. Las panículas compuestas de espirales o umbelas. Las brácteas pequeñas. Flores hermafroditas, sin involucro. Perianto más o menos en forma de embudo, con la extremidad petaloide de 5 lóbulos y el tubo persistente. Estambres 2-5, libre; anteras de 2 células. Antocarpos más o menos cilíndricos, Obsoleto acanalado, con verrugas visibles o sésiles en el ápice.

## Taxonomía
El género fue descrito por Paul Carpenter Standley  y publicado en Contributions from the United States National Herbarium 12(8): 373–374. 1909.

## Especies aceptadas
A continuación se brinda un listado de las especies del género Commicarpus aceptadas hasta octubre de 2014, ordenadas alfabéticamente. Para cada una se indica el nombre binomial seguido del autor, abreviado según las convenciones y usos.	
Aceptada
- Commicarpus fallacissimus Heimerl Ex Oberm., Schweick. & Verdoorn

Pendientes de ser aceptadas
- Commicarpus adenensis A.G.Mill.
- Commicarpus coctoris N.A.Harriman
- Commicarpus fruticosus Pohnert
- Commicarpus grandiflorus (A.Rich.) Standl.
- Commicarpus pentandrus (Burch.) Heimerl
- Commicarpus praetermissus N.A.Harriman